# Centro de Información y Documentación Ambiental de la Comunidad Valenciana
El Centro de Información y Documentación Ambiental de la Comunidad Valenciana (Centre d´Informació i Documentació Ambiental de la Comunitat Valenciana, CIDAM) es el organismo canalizador de la libertad de acceso y difusión de la información sobre el medio ambiente en poder de las administraciones públicas. Es el depositario de las competencias que en materia de información medioambiental ostenta la Generalidad Valenciana y surge para dar respuesta a la garantía del derecho del ciudadano a la información y participación pública en materia de medio ambiente. 
El CIDAM se ajusta a La Directiva 90/313/CEE y la Ley 38/1995 sobre libertad de acceso a la información ambiental, las cuales fijan el marco legal regulador del derecho del ciudadano a la información y participación en materia de medio ambiente. 
El Gobierno Valenciano consciente de la creciente sensibilidad social hacia los temas relacionados con el medio ambiente, creó el CIDAM como el organismo canalizador de la libertad de acceso y difusión de la información sobre el medio ambiente en poder de las Administraciones públicas, las cuales tienen el deber de facilitarla a todas aquellas personas físicas o jurídicas que así lo reclamen. 

## Objetivos
Los objetivos del CIDAM son los siguientes:
- Dar una respuesta eficaz a las demandas sobre el estado del medio ambiente en la Comunidad Valenciana.
- Atender a los compromisos y peticiones que en materia de información ambiental le sean requeridos por las distintas Administraciones e Instituciones públicas.
- Normalizar el tratamiento de la información ambiental en todo el ámbito de la Comunidad Valenciana para facilitar su difusión y acceso.
- Dar a conocer de forma sistemática la información más relevante sobre el estado del medio ambiente en nuestra Comunidad, colaborando en las campañas de educación y participación pública.
- Gestionar de forma conjunta e integrada todos los fondos documentales de la Conselleria de Medi Ambient y Centros dependientes de la misma.

## Acceso a la información
El CIDAM tiene su sede principal en los Servicios Centrales de la Consejería de Medio Ambiente, y el acceso de los ciudadanos a las consultas de información ambiental se pueden efectuar en las siguientes formas:
- Atención presencial.
- Atención telefónica personalizada.
- Peticiones por escrito, fax y correo electrónico.
- Consultas vía Internet.

## Información ambiental
A los efectos de la aplicación de la Ley 38/1995 sobre derecho de acceso a la información en materia de medio ambiente disponible por las Administraciones públicas, esta información se puede consultar en el CIDAM estructurada de la siguiente forma:
- Estado del Medio:
  - Aire
  - Agua
  - Suelo
  - Residuos
  - Biodiversidad y Bosques
- Planes y Programas
  - Gestión Administrativa
  - Planificación Ambiental
  - Educación Ambiental
  - Calidad Ambiental
  - Planificación Forestal
- Normativa Ambiental
  - Unión Europea
  - Legislación Estatal
  - Legislación Valenciana
  - Convenios, acuerdos y declaraciones
- Red de autoridades ambientales
  - ONU
  - Unión Europea
  - Administración General del Estado
  - Generalidad Valenciana
  - Administración local
  - Otras comunidades autónomas
  - Organismos y empresas públicas

## Fondos documentales
El CIDAM cuenta con un Servicio de Préstamo abierto al público que permite acceder a más de 5.000 volúmenes relacionados con temas medioambientales, estructurados en las siguientes materias:
- Normativa Ambiental
- Política Ambiental
- Medio Natural
- Calidad Ambiental

El Centro cuenta, además, con unos fondos documentales de pública consulta, entre los que destacan:
- Amplio compendio de ¨literatura gris¨ formado por más de 100 revistas especializadas en temas ambientales.
- Archivo de material audiovisual sobre los Espacios Naturales de la Comunidad Valenciana.
- Archivo fotográfico con imágenes de flora, fauna, zonas húmedas, Espacios Naturales, educación ambiental, etc.
- Fotografía aérea de todo el territorio de la Comunidad Valenciana a escala 1:10.000
- Material divulgativo relacionado con el medio ambiente (carteles, folletos, mapas, etc).